# UN (音楽グループ)
UN（United N-generation: 유엔、ユーエヌ）は、2000年にデビューし2005年に解散した韓国の男性アイドルグループデュオである。グループ名は「United N-generation」の略。N世代の連合を意味する。
韓国アイドル界第1.5世代。応援用風船を初めとした公式応援カラーはパールフクシャ。

## 略歴
2000年7月26日に音楽番組出演でデビュー。1集の活動自体は大きな反響は得られなかったが、キム・ジョンフンは国立ソウル大学校歯医学科在学(2003年に取得単位不足により除籍)、チェ・ジョンウォンは京畿大学校マルチメディア映像学科に首席入学したことも大きく世間の注目を集めた。
2001年7月に発表した2集タイトル曲「波(파도)」がヒットし初の1位を獲得する。以降夏冬各シーズンに合わせた爽やかな曲調の楽曲で正規アルバムを6枚発表したが、個々の主に演技活動が活発になったことでグループとしての活動空間期間が多くなり、最終的に2005年に契約満了に伴い解散した。

## メンバー
- キム・ジョンフン（김정훈）1980年1月20日（45歳） 慶尚南道晋州市出身　現在は俳優、ソロ歌手として活動している。
- チェ・ジョンウォン（최정원）1981年5月1日（43歳） ソウル特別市出身　現在は俳優として活動している。

## ディスコグラフィー
|                | タイトル                                                    | 発売年月       |
| -------------- | ----------------------------------------------------------- | -------------- |
| 正規1集        | United N-generation                                         | 2000年7月31日  |
| 正規2集        | Traveling You                                               | 2001年7月11日  |
| 正規3集        | Extreme Happiness                                           | 2002年11月14日 |
| 正規3.5集      | Sweet & Strong                                              | 2002年8月21日  |
| 正規4集        | Reunion                                                     | 2004年6月29日  |
| 正規5集        | Seventy Five Centimeter                                     | 2005年5月13日  |
| ベストアルバム | Goodbye & Best : 유엔 (UN) 의 마지막 이야기(UNの最後の物語) | 2005年12月22日 |